# Dactylolabis rhodia
Dactylolabis rhodia är en tvåvingeart som beskrevs av Friedrich Hermann Loew 1869. Dactylolabis rhodia ingår i släktet Dactylolabis och familjen småharkrankar. Inga underarter finns listade i Catalogue of Life.